# Demetrio Ramos Pérez
Demetrio Ramos Pérez (Valladolid, 3 de diciembre de 1918 - ibid, 20 de julio de 1999) fue un historiador y americanista español.
Se licenció en la Universidad de Valladolid y se doctoró en 1943 en la Universidad de Madrid con premio extraordinario con la tesis La expedición de límites de don José Iturriaga por el río Orinoco (1750-1761).
En 1941 pasó a ser catedrático de Geografía e Historia en el Instituto Zorrilla de Valladolid, en 1952 profesor de Historia de América en las Universidades de Barcelona y Valencia, y en 1970 catedrático de esta misma disciplina en la Universidad de Valladolid, donde en 1975 dirigió el Departamento de Historia de América y llegó a ser decano de Filosofía y Letras. En 1982 colaboró en la fundación de la Asociación Española de Americanistas.
Militante de Falange Española de las JONS, durante los años de 1960 fue delegado del Ministerio de Información y Turismo en Barcelona y redactor del diario Libertad. Colaboró con el CSIC y fue miembro del Instituto de Estudios Políticos. El 17 de mayo de 1985 ingresó en la Real Academia de la Historia.
Entre otras condecoraciones, tiene la Cruz del Mérito Militar, la Orden del Mérito Civil, la Orden de Alfonso X el Sabio, la Orden de Isabel la Católica y la Orden del Infante Dom Henrique.

## Obras
- Historia de la Colonización Española en América (1947)
- Alonso de Ojeda, en el gran proyecto de 1501 y en el tránsito del sistema de descubrimiento y rescate al de poblamiento (1961)
- Alzaga, Liniers y Ello en el Motín de Buenos Aires de primero de enero de 1809 (1964);
- Origen de la hueste indiana (1967)
- El Consejo de Indias en el siglo XVI (1970)
- Ximénez de Quesada en su relación con los cronistas: y el Epítome de la conquista del Nuevo Reino de Granada (1972)
- Los Criterios contrarios al Tratado de Tordesillas en el siglo XVIII: determinantes de la necesidad de su anulación
- Audacia, negocios y política en los viajes españoles de descubrimiento y rescate (1981), obra guardonada amb el Premio Historia Marítima Virgen del Carmen;
- La primera noticia de América (1986)
- Simón Bolívar, el libertador (1988)
- San Martín, el libertador del Sur (1988)
- Hernán Cortés (enlace roto disponible en Internet Archive; véase el historial, la primera versión y la última). (1992)
- Colón en Simancas (1995)
- Genocidio y conquista: viejos mitos que siguen en pie (1998)